# Antwoord
Een antwoord is een mondelinge, schriftelijke of non-verbale reactie op een vraag, bewering, gebeurtenis, eis of probleem. 

## Juridisch
In het burgerlijk recht is de conclusie van antwoord het processtuk waarmee de gedaagde in een civiele procedure reageert op de dagvaarding. Hierin laat hij weten in hoeverre hij het al dan niet eens is met de stellingen in de dagvaarding.

## Staatsrechtelijk
In het Nederlandse staatsrecht is de memorie van antwoord (MvA) de reactie die de indiener van een wetsvoorstel of initiatiefwetsvoorstel geeft op vragen en opmerkingen die daarover zijn gesteld of gemaakt door de leden van de Eerste Kamer. Bij de Tweede Kamer heet dit de "nota naar aanleiding van het verslag".
In de 19e eeuw richtte de Tweede Kamer direct na Prinsjesdag een Adres van Antwoord aan de koning, een staatsstuk waarin werd gereageerd op de inhoud van de troonrede. Omdat na 1848 het debat over de inhoud feitelijk met de verantwoordelijke ministers in de Kamer zelf plaatsvond, werd het Adres van Antwoord steeds meer een formaliteit. In 1906 werd het gebruik afgeschaft.

## Muziek
Het antwoord is in de muziekleer een onderdeel van een fuga. De fuga wordt geopend door één stem, die het thema of dux speelt. Het vervolg hierop is het antwoord of comes, waarin het thema in de kwint verplaatst wordt herhaald door de tweede stem, terwijl de eerste stem in tegenharmonie of contrapunt het thema vervolgt.